# Nižný Orlík
Nižný Orlík, russinisch Нижній Верлих/Nyschnij Werlych (bis 1965 slowakisch auch Nižnyj Orlich; ungarisch Alsóodor – bis 1907 Alsóorlich) ist eine Gemeinde im Nordosten der Slowakei mit 334 Einwohnern (Stand 31. Dezember 2024), die im Okres Svidník, einem Kreis des Prešovský kraj sowie in der traditionellen Landschaft Šariš liegt.

## Geographie

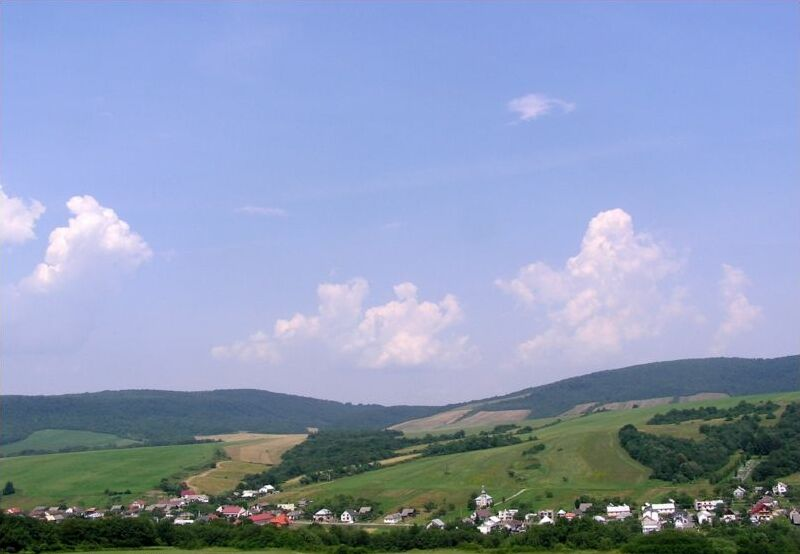
Nižný Orlík

Die Gemeinde befindet sich in den Niederen Beskiden im Bergland Ondavská vrchovina, im Tal der Ondava. Das Ortszentrum liegt auf einer Höhe von 256 m n.m. und ist viereinhalb Kilometer von Svidník entfernt (Straßenentfernung).
Nachbargemeinden sind Kečkovce und Belejovce im Norden, Vyšná Jedľová im Nordosten, Nižná Jedľová im Osten, Svidník im Südosten, Rovné und Jurkova Voľa im Süden und Vyšný Orlík im Westen.

## Geschichte
Nižný Orlík entstand nach 1330 nach deutschem Recht und trägt den Namen des Schultheiß Orlík. Es wurde zum ersten Mal 1357 als Orlyuagasa schriftlich erwähnt und war zuerst Teil der Herrschaft von Stročín, später von Makovica. Weitere historische Bezeichnungen sind unter anderem Orlyh et altera Orlyh (1414) und Also Orlich (1618). 1427 war keine Steuer fällig. Im 18. Jahrhundert war eine Mineralquelle bekannt.
1787 hatte die Ortschaft 48 Häuser und 307 Einwohner. 1828 zählte man 63 Häuser und 476 Einwohner, die als Landwirte, Viehzüchter und Waldarbeiter tätig waren, dazu gab es im 19. Jahrhundert große Gartenflächen. Ab Mitte des 19. Jahrhunderts wanderten die Einwohner in verstärktem Maße aus. Während der Winterschlacht in den Karpaten um die Jahreswende 1914/15 fanden bei Nižný Orlík Gefechte zwischen den österreichisch-ungarischen und russischen Truppen statt.
Bis 1918 gehörte der im Komitat Sáros liegende Ort zum Königreich Ungarn und kam danach zur Tschechoslowakei beziehungsweise heutigen Slowakei. Im Zweiten Weltkrieg agierten zwischen 1943 und 1945 Partisanengruppen in der Gegend. Bei der Frontverschiebung wurde der Ort zum größten Teil zerstört und danach wieder aufgebaut. Ein Teil der Einwohner pendelte zur Arbeit in Industriebetriebe in Svidník, Stropkov, Košice und Ostrava, im Ort selbst dominierte nach wie vor Landwirtschaft.

## Bevölkerung
| Jahr                | 1994 | 2004    | 2014     | 2024    |
| ------------------- | ---- | ------- | -------- | ------- |
| Anzahl der Personen | 262  | 257     | 309      | 334     |
| Unterschied         |      | −1,90 % | +20,23 % | +8,09 % |

| Jahr                | 2023 | 2024    |
| ------------------- | ---- | ------- |
| Anzahl der Personen | 318  | 334     |
| Unterschied         |      | +5,03 % |

Gemäß der Volkszählung 2011 wohnten in Nižný Orlík 286 Einwohner, davon 170 Slowaken, 91 Russinen, 16 Ukrainer sowie jeweils ein Bulgare und Mährer. Sieben Einwohner machten keine Angabe zur Ethnie.
136 Einwohner bekannten sich zur orthodoxen Kirche, 100 Einwohner zur griechisch-katholischen Kirche, 23 Einwohner zur römisch-katholischen Kirche, zwei Einwohner zur Evangelischen Kirche A. B. und ein Einwohner zur evangelisch-methodistischen Kirche. Ein Einwohner bekannte sich zu einer anderen Konfession, 15 Einwohner waren konfessionslos und bei acht Einwohnern wurde die Konfession nicht ermittelt.

## Bauwerke
- Holzglockenturm aus dem 18. Jahrhundert

## Verkehr
Durch Nižný Orlík führt die Cesta I. triedy 77 („Straße 1. Ordnung“) zwischen Bardejov und Svidník. Von ihr zweigen die Cesta III. triedy 3552 („Straße 3. Ordnung“) nach Vyšná Jedľová und die Ceata III. triedy 3551 nach Jurkova Voľa ab.